# クロルテトラサイクリン
クロルテトラサイクリン(Chlortetracycline)は、テトラサイクリン系抗生物質の一つ。テトラサイクリンの水素の一つを塩素に置換した構造である。レダリー・ラボラトリーの持つ商標名は、オーレオマイシン(Aureomycin)である。同定された最初のテトラサイクリンであり、1945年、Yellapragada Subbarowの指導の下、レダリー・ラボラトリーのベンジャミン・ダッガーが発見した。ダッガーは、ミズーリ大学のサンボーン・フィールドで採取したサンプル中の放線菌がこの物質を生産することを明らかにした。この菌はStreptomyces aureofaciensと名付けられ、単離された物質はその金色からオーレオマイシンと名付けられた。
かつては発疹チフスの治療のほか、トラコーマ（トラホーム）などの目の疾患の治療にも用いられていた。トラコーマの治療に用いられるようになったきっかけとして、第二次世界大戦直後に尼崎市で流行した発疹チフスがある。進駐軍が投入したオーレオマイシンによって、発疹チフスの他にトラコーマの患者も治癒したという新聞記事を偶然読んだ眼科医が、レダリー・ラボラトリーにオーレオマイシンの提供を求め、提供された試薬がトラコーマに効果があることが判明したという。それまでトラコーマの治癒例は無かったが、トラコーマが治療可能な伝染病になったことで症例は飛躍的に減少し、1983年にトラホーム予防法が廃止されるに至った。
獣医学の領域でも、クロルテトラサイクリンはネコの結膜炎の治療に用いられる。日本では、クロルテトラサイクリン塩酸塩が、牛、豚及び鶏を対象に、クロルテトラサイクリン塩酸塩とスルファジミジンの配合剤が豚を対象に承認されている。